# Мексикано-южнокорейские отношения
Мексикано-южнокорейские отношения — двусторонние дипломатические отношения между Мексикой и Республикой Корея.

## История
Первый контакт между Кореей и Мексикой состоялся, когда испанские иезуиты из Вице-королевства Новая Испания прибыли в Корею, чтобы проповедовать христианство. С тех пор практически не существовало контактов между этими двумя территориями: корейские товары прибывали на лодках в Манилу (Генерал-капитанство Филиппины), а затем испанские галеоны переправляли часть этих товаров в Вице-королевство Новая Испания. В 1905 году корейский корабль прибыл в южную Мексику с примерно 1 033 корейскими мигрантами на борту, которые осели в штате Юкатан.
В январе 1962 года Мексика и Республика Корея официально установили дипломатические отношения и между странами было подписано несколько договоров и соглашений. В 1991 году президент Республики Корея Ро Дэ У стал первым главой корейского государства, посетившим Мексику и Латинскую Америку. В 1996 году президент Мексики Эрнесто Седильо совершил официальный визит в Республику Корея. С тех пор было еще несколько визитов на высоком уровне между двумя странами.

## Торговые отношения
В 2012 году Мексика и Республика Корея начали переговоры о подписании соглашении о свободной торговле. В 2016 году объём товарооборота между странами составил сумму 16 миллиардов долларов США. Республика Корея является шестым крупнейшим торговым партнером Мексики, а южнокорейские прямые инвестиции в экономику Мексики в период с 1999 по 2012 год составили более 1 миллиарда долларов США. В течение того же периода времени Мексика инвестировала 200 миллионов долларов США в экономику Республики Корея. В Мексике насчитывается 1500 южнокорейских компаний, среди которых такие, как: Samsung, LG Group, Hyundai, POSCO и другие. Экспорт Мексики в Республику Корея: бензин, минералы, морепродукты и пиво. Экспорт Республики Корея в Мексику: электронное оборудование, сотовые телефоны и автозапчасти.
В 2016 году в Мексике проживало около 15 000 эмигрантов из Республики Корея.